# Gehoekt kroeskopje
Het gehoekt kroeskopje (Nemapogon variatella) is een vlinder uit de familie echte motten (Tineidae). De wetenschappelijke naam is voor het eerst geldig gepubliceerd in 1859 door Clemens.
De soort komt voor in Europa.